# Изотопи плутонијума
Плутонијум (94Pu) је вештачки елемент, осим у траговима као резултат уранијумовог неутронског захвата, и због тога стандардна атомска маса не може бити дата. Као сваки вештачки елемент, нема стабилних изотопа. Синтетисан је знатно пре него што је пронађен у природи, први изотоп синтетисан је био  238Pu 1940. године. Карактеризовано је двадесет радиоизотопа. Најстабилнији су плутонијум-244 са временом полураспада од 80,8 милиона година, плутонијум-242 са временом полураспада од 373.300 година и плутонијум-239 са временом полураспада од 24.110 година, Сви остали радиоактивни изотопи имају времена полураспада од мање од 7.000 година. Овај елемент такође има 8 изомера; сви имају времена полураспада мање од једне секунде.

## Главни изотопи плутонијума
| Изотоп | Изотоп          | Изотоп            | Распад | Распад   |
|        | Распростањеност | Време полураспада | Начин  | Производ |
| ------ | --------------- | ----------------- | ------ | -------- |
| 238Pu  | траг            | 87.74 y           | SF     | –        |
| 238Pu  | траг            | 87.74 y           | α      | 234U     |
| 239Pu  | траг            | 2.41×104 y        | SF     | –        |
| 239Pu  | траг            | 2.41×104 y        | α      | 235U     |
| 240Pu  | траг            | 6500 y            | SF     | –        |
| 240Pu  | траг            | 6500 y            | α      | 236U     |
| 241Pu  | синтетички      | 14 y              | β−     | 241Am    |
| 241Pu  | синтетички      | 14 y              | SF     | –        |
| 242Pu  | синтетички      | 3.73×105 y        | SF     | –        |
| 242Pu  | синтетички      | 3.73×105 y        | α      | 238U     |
| 244Pu  | траг            | 8.08×107 y        | α      | 240U     |
| 244Pu  | траг            | 8.08×107 y        | SF     | –        |

## Списак изотопа
| Изотоп  | Z                    | N                    | Изотопска маса(Da)   | Време полураспада | Начин распада    | Производ        | Распрострањеност |
| Изотоп  | Енергија побуђености | Енергија побуђености | Енергија побуђености | Време полураспада | Начин распада    | Производ        | Распрострањеност |
| ------- | -------------------- | -------------------- | -------------------- | ----------------- | ---------------- | --------------- | ---------------- |
| 228Pu   | 94                   | 134                  | 228,03874(3)         | 1.1(+20−5) s      | α (99,9%)        | 224U            | синтетички       |
| 228Pu   | 94                   | 134                  | 228,03874(3)         | 1.1(+20−5) s      | β+ (0,1%)        | 228Np           | синтетички       |
| 229Pu   | 94                   | 135                  | 229,04015(6)         | 120(50) s         | α                | 225U            | синтетички       |
| 230Pu   | 94                   | 136                  | 230,039650(16)       | 1,70(17) min      | α                | 226U            | синтетички       |
| 230Pu   | 94                   | 136                  | 230,039650(16)       | 1,70(17) min      | β+ (rare)        | 230Np           | синтетички       |
| 231Pu   | 94                   | 137                  | 231,041101(28)       | 8,6(5) min        | β+               | 231Np           | синтетички       |
| 231Pu   | 94                   | 137                  | 231,041101(28)       | 8,6(5) min        | α (rare)         | 227U            | синтетички       |
| 232Pu   | 94                   | 138                  | 232,041187(19)       | 33,7(5) min       | EC (89%)         | 232Np           | синтетички       |
| 232Pu   | 94                   | 138                  | 232,041187(19)       | 33,7(5) min       | α (11%)          | 228U            | синтетички       |
| 233Pu   | 94                   | 139                  | 233,04300(5)         | 20,9(4) min       | β+ (99,88%)      | 233Np           | синтетички       |
| 233Pu   | 94                   | 139                  | 233,04300(5)         | 20,9(4) min       | α (0,12%)        | 229U            | синтетички       |
| 234Pu   | 94                   | 140                  | 234,043317(7)        | 8,8(1) h          | EC (94%)         | 234Np           | синтетички       |
| 234Pu   | 94                   | 140                  | 234,043317(7)        | 8,8(1) h          | α (6%)           | 230U            | синтетички       |
| 235Pu   | 94                   | 141                  | 235,045286(22)       | 25,3(5) min       | β+ (99,99%)      | 235Np           | синтетички       |
| 235Pu   | 94                   | 141                  | 235,045286(22)       | 25,3(5) min       | α (0,0027%)      | 231U            | синтетички       |
| 236Pu   | 94                   | 142                  | 236,0460580(24)      | 2,858(8) y        | α                | 232U            | синтетички       |
| 236Pu   | 94                   | 142                  | 236,0460580(24)      | 2,858(8) y        | SF (1,37×10−7%)  | (разни)         | синтетички       |
| 236Pu   | 94                   | 142                  | 236,0460580(24)      | 2,858(8) y        | CD (2×10−12%)    | 208Pb28Mg       | синтетички       |
| 236Pu   | 94                   | 142                  | 236,0460580(24)      | 2,858(8) y        | β+β+ (ретко)     | 236U            | синтетички       |
| 237Pu   | 94                   | 143                  | 237,0484097(24)      | 45,2(1) d         | EC               | 237Np           | синтетички       |
| 237Pu   | 94                   | 143                  | 237,0484097(24)      | 45,2(1) d         | α (0,0042%)      | 233U            | синтетички       |
| 237m1Pu | 145,544(10)2 keV     | 145,544(10)2 keV     | 145,544(10)2 keV     | 180(20) ms        | IT               | 237Pu           | синтетички       |
| 237m2Pu | 2900(250) keV        | 2900(250) keV        | 2900(250) keV        | 1,1(1) µs         |                  |                 | синтетички       |
| 238Pu   | 94                   | 144                  | 238,0495599(20)      | 87,7(1) y         | α                | 234U            | Траг             |
| 238Pu   | 94                   | 144                  | 238,0495599(20)      | 87,7(1) y         | SF (1,9×10−7%)   | (разни)         | Траг             |
| 238Pu   | 94                   | 144                  | 238,0495599(20)      | 87,7(1) y         | CD (1,4×10−14%)  | 206Hg 32Si      | Траг             |
| 238Pu   | 94                   | 144                  | 238,0495599(20)      | 87,7(1) y         | CD (6×10−15%)    | 180Yb 30Mg 28Mg | Траг             |
| 239Pu   | 94                   | 145                  | 239,0521634(20)      | 2,411(3)×104 y    | α                | 235U            | Tраг             |
| 239Pu   | 94                   | 145                  | 239,0521634(20)      | 2,411(3)×104 y    | SF (3,1×10−10%)  | (разни)         | Tраг             |
| 239m1Pu | 391,584(3) keV       | 391,584(3) keV       | 391,584(3) keV       | 193(4) ns         |                  |                 | синтетички       |
| 239m2Pu | 3100(200) keV        | 3100(200) keV        | 3100(200) keV        | 7,5(10) µs        |                  |                 | синтетички       |
| 240Pu   | 94                   | 146                  | 240,0538135(20)      | 6,561(7)×103 y    | α                | 236U            | Траг             |
| 240Pu   | 94                   | 146                  | 240,0538135(20)      | 6,561(7)×103 y    | SF (5,7×10−6%)   | (разни)         | Траг             |
| 240Pu   | 94                   | 146                  | 240,0538135(20)      | 6,561(7)×103 y    | CD (1,3×10−13%)  | 206Hg 34Si      | Траг             |
| 241Pu   | 94                   | 147                  | 241,0568515(20)      | 14,290(6) y       | β− (99,99%)      | 241Am           | синтетички       |
| 241Pu   | 94                   | 147                  | 241,0568515(20)      | 14,290(6) y       | α (0,00245%)     | 237U            | синтетички       |
| 241Pu   | 94                   | 147                  | 241,0568515(20)      | 14,290(6) y       | SF (2,4×10−14%)  | (разни)         | синтетички       |
| 241m1Pu | 161,6(1) keV         | 161,6(1) keV         | 161,6(1) keV         | 0,88(5) µs        |                  |                 | синтетички       |
| 241m2Pu | 2200(200) keV        | 2200(200) keV        | 2200(200) keV        | 21(3) µs          |                  |                 | синтетички       |
| 242Pu   | 94                   | 148                  | 242,0587426(20)      | 3,75(2)×105 y     | α                | 238U            | синтетички       |
| 242Pu   | 94                   | 148                  | 242,0587426(20)      | 3,75(2)×105 y     | SF (5,5×10−4%)   | (rразни)        | синтетички       |
| 243Pu   | 94                   | 149                  | 243,062003(3)        | 4,956(3) h        | β−               | 243Am           | синтетички       |
| 243mPu  | 383,6(4) keV         | 383,6(4) keV         | 383,6(4) keV         | 330(30) ns        |                  |                 | синтетички       |
| 244Pu   | 94                   | 150                  | 244,064204(5)        | 8,00(9)×107 y     | α (99,88%)       | 240U            | Tраг             |
| 244Pu   | 94                   | 150                  | 244,064204(5)        | 8,00(9)×107 y     | SF (0,123%)      | (разни)         | Tраг             |
| 244Pu   | 94                   | 150                  | 244,064204(5)        | 8,00(9)×107 y     | β−β− (7,3×10−9%) | 244Cm           | Tраг             |
| 245Pu   | 94                   | 151                  | 245,067747(15)       | 10,5(1) h         | β−               | 245Am           | синтетички       |
| 246Pu   | 94                   | 152                  | 246,070205(16)       | 10,84(2) d        | β−               | 246mAm          | синтетички       |
| 247Pu   | 94                   | 153                  | 247,07407(32)#       | 2,27(23) d        | β−               | 247Am           | синтетички       |

## Значајни изотопи
- Плутонијум-238[3] има време полураспада 87,74 године и емијуте алфа честице. Чист 238Pu који се користи у термоелектричним генераторима који напајају неке свемирске летелице добија се електронским захватом нептунијума-237 .
- Плутонијум-239 је најзначајнији изотоп плутонијума, са временом полураспада 24.100 година. 239Pu и  241Pu су фисилни, што значи да њихова језгра могу да се раздвоје спорим бомбардовањем неутронима, том приликом испуштају енергију, гама радијацију и више неутрона. Из тог разлога могу да се користе да одржавају нуклеарну ланчану реакцију, која омогућава примену у нуклеарним оружијима и нуклеарним реакторима. 239Pu је синтетисан изразавањем уранијума-238 неутронима. Даљим неутронским захватом се добијају узастопно тежи изотопи.
- Плутонијум-240 има високу стопу спонтане фисије. Плутонијум се категоризује по проценту 240Pu: квалитета за оружије (<7%), квалитета за гориво (7–19%), квалитета за реакторе (> 19%).
- Плутонијум-241је фисилан, али такође се распада бета распадом у америцијум-241.
- Плутонијум-242 није фисилан, нијеје знатно фертилан(захтева 3 неутрона да буду захваћена како би постао фисилан) има дуже време полураспада него било који лакши изотоп
- Плутонијум-244 је најстабилнији изотоп плутонијума, са временом плураспада од 80 милиона година.Не производи се често јер 243Pu има кратко време плураспада.

## Производња и употреба
239Pu, фисилни изотоп који је друго најкоришћеније нуклеарно гориво после уранијума-235, и најкоришћенији у фисијском делу нуклеарних оружија, производи се из уранијума-238 неутронским хватањем праћеним са два бета израчивања.
240Pu, 241Pu, и 242Pu се производе даљим неутронским хватањем. Изотопи непарне масе 239Pu и 241Pu имају 3/4 шансе да прођу кроз фисију при захвату неутрона и 1/4 шансу да постану следећи тежи изотоп. Изотопи парне масе су фертилни и имају знатно мање стопе неутронског захвата.
Полуживот 241Pu има 14 година и има нешто веће пресеке термичких неутрона од 239Pu и за фисију и за апсорпцију. Док се нуклеарно гориво користи у реактору, језгро од 241Pu је вероватније да ће се цепати или да зароби неутрон, него да пропадне. 241Pu представља значајан део фисије у гориву термичког реактора које се користи већ неко време. Међутим, у истрошеном нуклеарном гориву које се брзо не подвргне преради нуклеарне обраде, већ се хлади годинама након употребе, већи део или већи део 241Pu ће бета пропасти на америциум-241, један од мањих актинида, јак алфа емитер и тешко га је употребити у термичким реакторима. 
242Pu има посебно низак пресек за хватање термичких неутрона; и потребне су три апсорпције неутрона да би постали још један дељиви изотоп (куријум-245 или 241Pu) и фисија. Чак и тада, постоји шанса да један од ова два дељива изотопа неће успети да се дели, али уместо тога, апсорбује четврти неутрон, постајући куријум-246 (на путу ка још тежим актинидима попут калифорнијског, који је неутронски емитир спонтаном дељењем и тешко га је ручка) или опет постаје 242Pu; па је средњи број неутрона апсорбираних пре фисије чак већи од 3. Стога је 242Pu посебно неприкладан за рециклирање у термичком реактору и боље би се користио у бржем реактору. Међутим, низак пресек 242Pu значи да ће се релативно мало тога претворити током једног циклуса у термичком реактору. Полуживот 242Pu-а је око 15 пута дужи од полуживота 239Pu; стога је 1/15 радиоактиван и није један од већих који доприноси радиоактивности нуклеарног отпада. Емисија гама зрака 242Pu је такође слабија од оне других изотопа.
Полуживот 243Pu је само 5 сати, а бета пропада до америциума-243. Пошто 243Pu има мало могућности за хватање додатног неутрона пре распада, циклус нуклеарног горива не даје дуговечну 244Pu у значајној количини.
238Pu се обично не производи у толико великим количинама нуклеарним горивним циклусом, али неки се производе из нептунијума-237 хватањем неутрона (ова реакција се такође може користити са пречишћеним нептунијумом да би се произвео 238Pu релативно без других изотопа плутонијума за употребу у радиоизотопској термоелектричној енергији генератори), реакцијом (н, 2н) брзих неутрона на 239Pu или алфа распадом куријума-242, која настаје хватањем неутрона из 241Am. Има значајан термички пресек неутрона за фисију, али је вероватније да ће заробити неутрон и постати 239Pu.

## 240Pu као препрека нуклеарном оружију
Плутонијум-240 пролази кроз спонтану фисију као секундарни начин распада, малом али значајном стопом. Присуство 240Pu ограхичава његову употребу у нуклеарном оружију, јер неутрони из спонтане фисије започињу прерану ланчану реакцију, која доводи до тога да се језгро измести и онемогућава потпуну имплозију.